# Hareng
Clupea harengus
Pour les articles ayant des titres homophones, voir Arran et Haren (Herstal).
Espèce
Statut de conservation UICN

 LC  : Préoccupation mineure

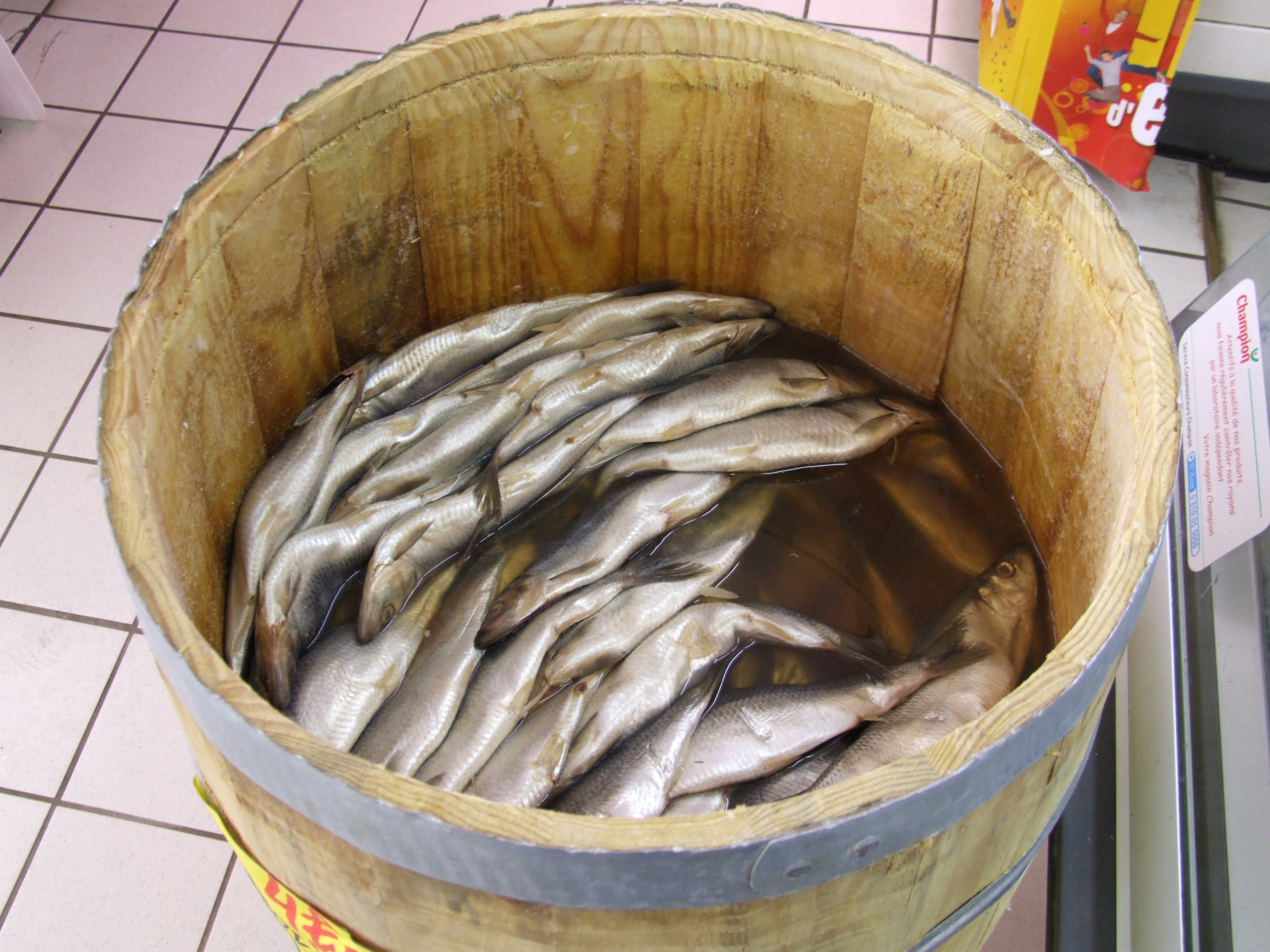
Clupea harengus

Le hareng, aussi appelé au Canada « sardine canadienne », et plus exactement, le hareng atlantique (Clupea harengus), est une espèce de poissons appartenant à la famille des Clupeidae. Ils se déplacent en grands bancs dans les eaux froides, à la fois fortement salées et oxygénées.
Parvenu à maturité à 3 ans, il fraye le long des côtes ou en eaux peu profondes. La femelle libère 20 000 à 100 000 œufs qui se déposent et se développent sur le fond vaseux. Les harengs n'ont pas de comportements migratoires systématiques, mais ils sont présents dans presque toutes les zones froides de l'Atlantique nord et de l'Europe boréale. Suivant leurs proies (alevins, petits crustacés pélagiques) ils vivent en profondeur le jour et se rapprochent de la surface la nuit.
Suivant les saisons, et s'adaptant aux eaux qu'ils recherchent, les bancs de harengs peuvent stationner au voisinage des zones marines de faible profondeur, profiter des eaux froides et oxygénées qui coulent vers les fosses par effet cascading et enfin gagner les rivages et les zones à faible fond pour se reproduire.

## Étymologie
Au IIIe siècle est attesté le bas latin aringus. Le germanique hâring est à l'origine du mot français hareng comme de l'allemand Hering. La raison en est probablement que les principaux bancs de la mer du Nord sont déjà pêchés et les harengs traités par des locuteurs germaniques. Le commerce du hareng séché ou hareng saur en caque (barrique d'environ 100 litres) ou en maise (tonneau de 1 000 harengs) a pris une extension considérable au XIIIe siècle.
Le hareng constitue dans les contrées germaniques, du Hunsrück aux Vosges, du Taunus à la Forêt-Noire, une des plus anciennes nourritures connues ; en outre, séché, salé, en huile ou fumé, c'était aussi dès l'antiquité un produit d'exportation vers le Sud, en remontant le Rhin et ses affluents.

## Gastronomie
- Hareng frais
- Hareng fumé
- Hareng pec
- Hareng salé
- Hareng saur
- Harengs marinés
- Hareng en fourrure
- Kipper
- Hollandse nieuwe ou « Maatje »
- Rollmops
- Surströmming
- Arënkha : perles de hareng fumé[1].

## Sous-espèces
- Clupea harengus harengus Linnaeus, 1758 - hareng de l'Atlantique, sardine canadienne, alose d'été
- Clupea harengus membras Linnaeus, 1761 - hareng de la Baltique
- Clupea harengus suworowi Rabinerson, 1927

## Toponymes dérivés
- Haringzelle, hameau de la seigneurie d'Audresselles, aujourd'hui emplacement de batteries allemandes, dans la commune d'Audinghen (France).

### Textes culinaires

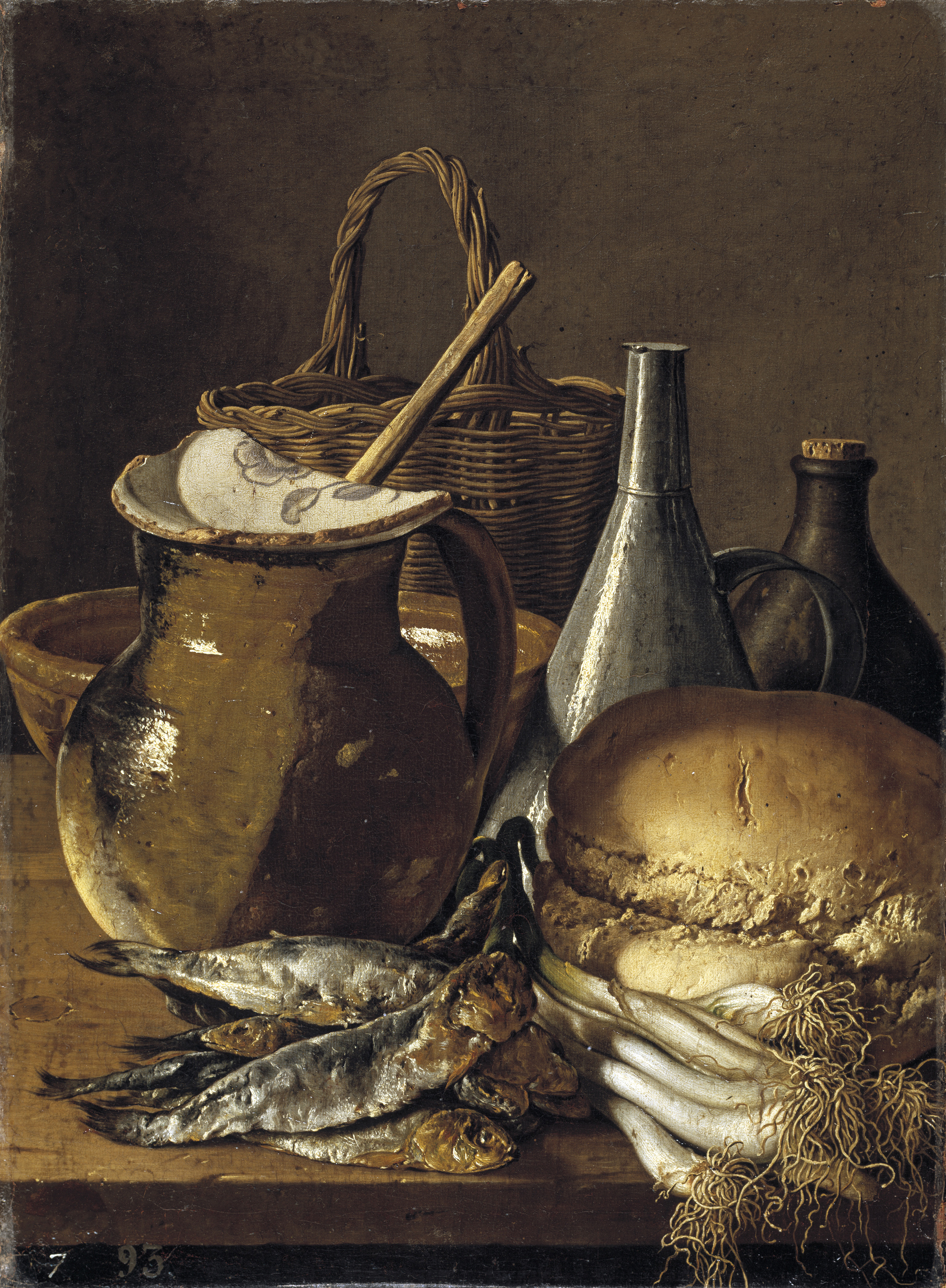
Nature morte aux harengs et cébettes, Luis Meléndez (1760-70)